# Raúl Schiaffino
Raúl Antonio „Toto“ Schiaffino Villalba (* 7. Dezember 1923 in Montevideo; † 29. Januar 1982 ebenda) war ein uruguayischer Fußballspieler. Er wurde auf der Position des Stürmers eingesetzt und spielte vier Saisons lang für den CA Peñarol.

## Leben

### Herkunft und Familie
Er wuchs als Sohn italienischer Einwanderer im Stadtviertel Pocitos der uruguayischen Hauptstadt Montevideo auf und sein Vater war ein inniger Fan des Club Nacional de Football – neben dem CA Peñarol einer der beiden dominierenden Vereine des Landes. Als Kind und Jugendlicher machte sich Raúl zusammen mit seinem eineinhalb Jahre jüngeren Bruder Juan zunächst einen Namen als Straßenfußballer. Er war es, der Peñarol zur Verpflichtung Juans riet, der daraufhin im Januar 1946 ebenfalls dort debütierte, sodass beide Brüder für knapp 20 Monate im selben Team spielten. Juan entwickelte sich als glänzender Mittelfeldstratege zu einem der besten uruguayischen Fußballer aller Zeiten, wurde 1950 Weltmeister und wechselte 1954 im bis dahin weltweit teuersten Transfer nach Europa.

### Karriere im Verein
Die Kontakte eines Nachbarn ermöglichten Raúl Schiaffino im Alter von 16 Jahren ein Probetraining bei Nacional. Dessen Verantwortliche waren umgehend von seinen Leistungen überzeugt und nahmen ihn unter Vertrag. Nach eigenen Angaben fühlte er sich im dortigen Umfeld jedoch nicht wohl, besuchte nur selten das Training und schied schließlich aus dem Verein aus. Anschließend war er weiterhin im Straßenfußball aktiv. Im Jahr 1943 organisierte der CA Peñarol ein Jugendturnier in seinem Stadion Las Acacias, zu dem auch Schiaffino eingeladen wurde. Er traf in jedem Spiel des Turnieres, das sein Team letztlich gewann. Noch während des Wettbewerbes einigte er sich mit dem Manager und dem Jugendtrainer von Peñarol auf einen Wechsel.
In der Saison 1944 lief er im Alter von 20 Jahren erstmals für die Aurinegros in der uruguayischen Primera División – damals bereits seit zwölf Jahren eine Profiliga – auf, absolvierte jedoch nur einige Spiele. Seinen Durchbruch erlebte er in der Saison 1945, als er sich nicht nur einen Stammplatz in der Mannschaft erkämpfen konnte, sondern neben Obdulio Jacinto Varela und Ernesto Vidal einer von lediglich drei Spielern war, der sämtliche Pflichtspiele absolvierte. In den beiden Spielzeiten 1944 und 1945 gewann der CA Peñarol jeweils die uruguayische Meisterschaft und beendete damit die zwischenzeitliche Dominanz von Nacional, die zuvor fünf Mal in Serie gesiegt hatten. Die Presse bedachte Schiaffino mit überschwänglichem Lob. Insbesondere wurden seine Ballbeherrschung, seine eleganten Bewegungen, sein intelligentes Passspiel, sein vorausschauendes Spiel und sein Stellungsspiel vor dem Tor hervorgehoben. Er erzielte 19 Tore und krönte sich damit – zusammen mit Nicolás Falero vom Central Español FC – zum Torschützenkönig. Zudem wurde er zum besten Spieler der Meisterschaft gewählt. Auf der steten Suche nach einem legitimen Nachfolger für Peñarols damaligen Rekordtorjäger José Piendibene, der seine Karriere bereits 1928 beendet hatte, glaubten die Fans, diesen in Schiaffino gefunden zu haben, und gaben ihm den Spitznamen „pequeño maestro“ (de.: kleiner Meister).
Nachdem die Saison 1946 ähnlich gut für ihn begonnen hatte, spürte er am 10. August im dritten Spiel – dem 3:0-Heimsieg gegen den Rampla Juniors FC – während eines Sprints ein Ziehen im rechten Bein. Zwar vermochte er, die Partie zu beenden, doch anschließend diagnostizierten die Mannschaftsärzte eine ernsthafte Muskelverletzung, die eine längere Genesungspause bedingte. Erst am 29. September kehrte er gegen den Montevideo Wanderers FC zurück, doch dies erwies sich als voreilig: Die Verletzung war noch nicht komplett ausgeheilt, trat erneut zutage und erforderte einen weiteren Monat Rehabilitation. Gegen Ende der Saison trat Schiaffino noch bei drei Spielen an und zu Beginn der Saison 1947 lief er in sieben Partien auf. Nach wie vor laborierte er allerdings an der Verletzung und darüber hinaus hatten die Wochen abseits des Trainingsplatzes bei ihm zum Problem einer Gewichtszunahme geführt. Rückblickend äußerte er, dass ihm im Alter von 23 Jahren die notwendige Selbstdisziplin gefehlt habe. Schließlich bestritt er am 7. September 1947 sein letztes professionelles Fußballspiel.
Im Laufe seiner kurzen Karriere absolvierte Raúl Schiaffino insgesamt 56 Partien für die Aurinegros, in denen ihm 40 Treffer gelangen, was einem bemerkenswerten Toreschnitt von 0,71 entspricht.

### Karriere in der Nationalmannschaft
Seine überzeugenden Leistungen in der Liga blieben auch von Nationaltrainer José Pedro Cea nicht unbeachtet, der ihn am 18. Juli 1945 erstmals im Freundschaftsspiel um die Copa Lipton gegen Argentinien einsetzte. Schiaffino spielte dabei die ersten 45 Minuten und wurde nach der Pause für Nicolás Falero ausgewechselt. Unter Ceas Nachfolger Aníbal Tejada wurde er im Januar und Februar 1946 noch zu sechs weiteren Partien berufen. Die ersten beiden davon waren die Freundschaftsspiele gegen Brasilien um die Copa Río Branco, wobei ihm am 5. Januar beim 4:3-Sieg sein einziges Tor für die Celeste gelang. Anschließend kam er noch bei vier Spielen der in Argentinien ausgetragenen Kontinentalmeisterschaft Campeonato Sudamericano zum Einsatz – gegen Chile, Brasilien, Argentinien und Paraguay. Das Turnier mit sechs teilnehmenden Nationen beendete Uruguay allerdings auf einem enttäuschenden vierten Platz.

## Erfolge
Professionelle Wettbewerbe mit dem Verein
- Uruguayische Meisterschaft: 1944, 1945
- Torneo Competencia: 1946, 1947

Freundschaftsturniere mit dem Verein
- Torneo de Honor: 1944, 1945
- Copa Río Negro: 1944
- Copa Pablo Perazzo: 1944
- Copa Alfredo Montans: 1944
- Copa Masutti y Martínez: 1944

Freundschaftsturniere mit der Nationalmannschaft
- Copa Río Branco: 1946

Individuell
- Torschützenkönig der uruguayischen Primera División: 1945 (19 Tore)
- Bester Spieler der uruguayischen Meisterschaft: 1945